# Shaman
Jaroszlav Jurjevics Dronov (oroszul: Ярослав Юрьевич Дронов; született: Novomoszkovszk, 1991. november 22. –) művésznevén: Shaman orosz pop- és rockzenész, énekes, dalszövegíró és producer. Az orosz popzene hazafias (egyesek szerint náci) irányzatának legismertebb képviselője. 
Dalai az orosz népzenéből táplálkoznak, s a nemzeti identitás bizonyos aspektusaira játszanak rá.    
Oroszország második legjobb énekesének választották egy 2022-ben az orosz állami közvéleménykutató intézet által tartott szavazáson. Jevgenyij Babicsev zenekritikus Shamant egyenesen egy új generáció hangjának nevezte.

## Életútja
Zenészcsaládban nőtt fel, dédnagyanyja szólót énekelt az Orenburgi Kórusban, édesapja akusztikus és elektromos gitáron játszott, az édesanyja kórustag volt. Jaroszlav mindig is énekes akart lenni. Négyévesen lépett először színpadra. Gyermekkorában az "Asszortyi" nevű csoporttal lépett fel. 
A zeneiskola elvégzése után egy zenei főiskolán folytatta tanulmányait, a népzenére specializálódott. 2011-ben felvételizett a híres Gnyeszinek Orosz Zeneakadémiára, de első próbálkozása sikertelen volt. Egy évvel később azonban az akadémia pop- és jazzének szakos nappali tagozatos hallgatója lett. Ez idő alatt a Red Sky zenekar tagja volt, ám már ekkor szólókarrierről álmodozott.  
Pályája kezdetén tehetségkutatókban próbált szerencsét. Az A-faktorban (az X-faktor orosz verziójában) tűnt föl 2013-ban, itt 3. helyezést ért el, de még ennél is nagyobb elismerés volt, hogy Alla Pugacsova, Oroszország egyik legnagyobb előadóművésze már akkor fényes jövőt jósolt neki. A The Voice orosz változatában 2014-ben 2. helyezett lett. Már ekkor komoly rajongótáborra tett szert, különösen a fiatal lányok körében. 
Kezdőként repertoárját a szerelemről szóló lírai dalok uralták. Szerelmes dalai közül a Ты Моя (Te az enyém vagy) című vált a legnépszerűbbé a YouTube-on összesen 82 milliós megtekintéssel.
Karrierjében nagy áttörést jelentett, hogy 2022. február 23-án az orosz–ukrán háború előestéjén elénekelte az Álljunk talpra! (oroszul: Встанем) című dalát, mely a haza védelmében elesett katonákat dicsőíti. Shaman a Rosszija 1 csatornán adott interjújában azt mondta, hogy ezt a „Nagy Honvédő Háború” hőseinek szentelt „dalt felülről diktálták nekem”Dőlt szöveg. (Az e daláról készült videót 87 millióan nézték meg a YouTube-on.) 
Szintén nagy sikert aratott az ugyancsak a 2022-es esztendőben lemezre énekelt Orosz vagyok című dala. (Oroszul: Я русский) A dalt csak a YouTube-on több mint 71 millióan tekintették meg, s egyfajta himnusszá vált. Az "orosz vagyok, az egész világ ellenére"-gondolat sokak életérzésével találkozott. A Shaman koncertjein hatalmas ováció közepette előadott dal még azt is tartalmazza, hogy az oroszokat "nem lehet megtörni", a "végsőkig elmennek" és hogy az apáik vére csörgedezik az ereikben.
Shaman támogatja az orosz inváziót Ukrajnában, vagy ahogy az orosz kormányzat és az állami média nevezi: az Ukrajna elleni „különleges hadműveletet”. Gyakran lép fel nagyszabású, államilag támogatott rendezvényeken. Nemegyszer közvetlenül Vlagyimir Putyin orosz elnök pódiumra lépése előtt énekelhetett. 2022. szeptember 22-én az orosz megszállás alá került Krím-félszigeten megrendezett az állami zászló napján ő adta elő az orosz nemzeti himnuszt. 2023 januárjában pedig az orosz katonákat buzdította a megszállt Luhanszki területen és Mariupolban. Bírálói ezért azt vetik Shaman szemére, hogy a Kreml háborús propagandagépezetének részese lett.
A Mi című, 2023. áprilisában megjelent klipjében arról énekelt, hogy mi vagyunk az erő, amely ezer éven át egyesítette ezt az országot.  2023 júliusában szintén kiadott egy, a Harcom című dalát tartalmazó klipet (oroszul: Мой бой); ezt már a nyilvánosságra hozatalát követő első órában több mint egymillióan nézték meg. A klipben romokban heverő városok és Ukrajnában harcoló orosz katonákról készült felvételek láthatók. „Nem adom fel! Csak előre, és egyetlen lépést se hátra!” – áll a Harcom szövegében.
Kanada 2023. júliusában – több más vezető orosz művésszel együtt – Shamant is szankciók alá vonta. A popsztár a TASZSZ orosz állami hírügynökségnek ezzel kapcsolatban úgy nyilatkozott, hogy "nincs időm ilyen apróságokkal foglalkozni, zajlik a turném, és több mint száz koncertet tervezek". Kifejtette továbbá, hogy a jövőjét hazájával: Oroszországgal és nem más országokkal köti össze. „Valójában nem voltam még külföldön – tette még hozzá  elég a fantáziám, azzal eljuthatok az űrbe is.”
2023 decemberében kiderült, hogy Shaman Vlagyimir Putyin mellett fog kampányolni a 2024-ben tartandó elnökválasztáson.
Alekszej Navalnij orosz ellenzéki politikus 2024 januárjában elpanaszolta a nemzetközi sajtónak, hogy börtönében a lélektani hadviselés új, nehezen elviselhető szintjeként minden reggel 5 órakor úgy ébresztik, hogy meg kell hallgatnia Shaman Orosz vagyok című dalát, természetesen csak az orosz himnusz után.

## A Shaman-jelenség
A Nyugatban kezdetben bízó, ám utóbb csalódott orosz identitást megtestesítő Shaman már a külsejével is igyekszik kihangsúlyozni az általa fontosnak tartott értékeket. A nyakában gyakran hord keresztet, a karján pedig fehér-kék-piros, tehát az orosz nemzeti színekben játszó karszalagot.  
Hangja (hőstenor) jól képzett, tiszta intonációjú, öt oktáv hangterjedelmű. Karizmatikus jelenség, aki nemcsak a hangjával és a külsejével, hanem a tánctudásával és a dinamikus előadásmódjával is képes meghódítani a közönséget.  
Számos színpadi hatáselemet vett át a nyugati rockzenészek eszköztárából. Ugyanúgy, ahogyan a Queen együttes, ő is helikopterrel érkezik fellépései helyszínére, ugyanúgy, ahogyan a The Who együttesnél volt szokásban, Shaman jelentősebb koncertjei végén a zenészek összetörik a hangszereiket. Amikor sálakat osztogatnak a közönségnek, akkor Elvis Presley példáját követik, abban pedig Jimi Hendrix az elődje, hogy koncertjei végén elénekli a nemzeti himnuszt.   
Rajongói nagyra értékelik dalszövegeit, amiért a nemzeti büszkeség érzését közvetíti egy olyan időszakban, amikor Oroszország példátlan politikai és kulturális elszigeteltséggel néz szembe a Nyugat részéről. Hazafias dalait Oroszország-szerte felállva éneklik, még az orosz parlamentben is megadják nekik ezt a tiszteletet.
Shaman önmagát független művésznek tartja, „aki dalainak, az internetnek és az emberek szeretetének köszönhetően vált híressé”. A teljes alkotói folyamatot a kezében tartja. Dalait ő maga írja, hangszerelést is ő készít nekik, saját stúdiójában rögzíti hangfelvételeit, koncertjei műsorát ő maga tervezi meg, videóklipeket készít, fellépő ruháit az alkalomhoz illően maga választja ki.
Kissé misztikus művészneve ellenére mélyen vallásos, ortodox keresztény (azaz pravoszláv). Soha nem lép színpadra anélkül, hogy keresztet ne vetne. "Minden dalomban van valami utalás, vagy pedig valami mögöttes tartalom Istennel kapcsolatban, mert úgy gondolom, hogy ő a kreativitásom titka."  – állítja Shaman.

## Magánélete
Hat évvel idősebb zenetanárnőjével, Marina Roszcsupkinával kötött házassága 2012–2016-ig tartott. A kapcsolatból egy kislány, Varvara született (2014), aki a válás után édesanyjával él. 
2017 óta a nála tizennégy évvel idősebb Jlena Martinova a házastársa. (Martinova 2018-tól az orosz Megafon távközlési társaság stratégiai kommunikációért és márkapromócióért felelős vezérigazgató-helyettese.)
Magánéletével kapcsolatban Shaman egyszer ezt nyilatkozta: „Nem titkolom a magánéletemet, de nem is verem nagydobra”.

## Róla írták
- Dalaiban nincsenek utalások a hatóságokra, Vlagyimir Putyinra, vagy az ún. különleges hadműveletre. Ehelyett sokkal inkább tartalmaznak általános frázisokat, úgymint „Mi nagyok vagyunk” és „Az oroszok előre mennek”, amelyek számos értelmezési lehetőséget nyitnak meg, akár még azt is, hogy valójában „protest songok” (tiltakozó dalok) lennének. Például az Álljunk talpra! című dal akár betölthetné egy ellenzéki himnusz szerepét is, amennyiben másként érzékelnék/értelmeznék.[25] (Oleg Karmunyin zenekritikus)
- Shaman dalai nem teljesen mentesek a hazafias propagandakliséktől, mint például „Az Isten velünk van”, illetve a „Nem élhetünk tovább szolgasorban”, amely arra szólít fel, hogy Oroszország törjön ki a rákényszerített alárendelt szerepből. De hasonló hasonló gondolatok és érzések bármely olyan országban léteznek, mely büszke önmagára, a történelmére. A propagandisztikus elemek tehát nem annyira Shaman dalszövegeiben, mint inkább a videóiban látható gesztusaiban érhetők tetten.[25] (Denisz Bojarinov zenekritikus)

## Díjai
- 2022 áprilisában Music Box Gold Award díjat kapott a "Golden Hit" kategóriában a Встанем (Álljunk talpra!) című daláért.[4]
- 2022 novemberében az OK! Díjak „Több mint sztár” díját ítélték oda neki az „Új arcok” kategóriában.[26]
- 2022 decemberében a Russian Creative Awards Nemzeti Díját érdemelte ki a kreatív területek speciális kategóriájában.[27]
- Ugyancsak 2022 decemberében az "Év dala" orosz televíziós fesztivál díjazottja lett a Встанем (Álljunk talpra!) című dal szerzőjeként.[28]
- 2023 áprilisában Tula régió kormányzója, Alekszej Djumin „Az odaadásért és az egységért” kitüntetést adományozta az énekesnek.[29]
- 2023 júniusában  a Встанем (Álljunk talpra!) című dalért a zenész elnyerte a „National Internet Content Award” díjat a „Legjobb zenei szám” kategóriában, az Orosz vagyok című dal pedig a „Social Internet Trigger” kategóriában nyert.[30]